# Verecundo de Junce
Verecundo de Junce (em latim: Verecundus) foi um bispo bizantino do século VI, ativo na África durante o reinado do imperador Justiniano (r. 527–565). Aparece pela primeira vez em 544, quando esteve entre os bispos que recusaram-se a aceitar o édito imperial que impôs o banimento dos Três Capítulos no Ocidente.
O papa Vigílio (r. 537–555) sucumbiu à pressão, provocando a reação dos bispos africanos, que conveniaram em Cartago em 550 um concílio. Justiniano convocou à Constantinopla o papa e os líderes do concílio, dentre eles Verecundo, Reparato de Cartago, Primásio de Hadrumeto e Firmo de Tipasa. Verecundo manteve-se firme em sua posição e procurou refúgio junto de Vigílio, sendo enviado ao exílio, onde faleceu.